# Nickelodeon Junior
Nickelodeon Junior es un canal de televisión francés que transmite programación infantil en Francia y Suiza para público preescolar. Es el equivalente francés de Nick Jr.; posee una marca que cumple con las políticas del idioma francés, además de reemplazar "Nick" por "Nickelodeon", ya que este último suena similar a un vulgarismo francés.
La versión de Bélgica de lengua francesa se apellida sencillamente Nick Jr.

## Historia
Inició sus transmisiones como canal el 26 de enero de 2010; desde el 16 de noviembre de 2005 era un bloque dentro Nickelodeon Francia. 
El 24 de mayo de 2012, Nickelodeon Junior cambió su relación de aspecto de 4:3 a 16:9. 
El 22 de septiembre de 2015, fue lanzado Nickelodeon Junior HD.
En 2019, los canales de Nickelodeon se lanzaron en los ISP bouquets franceses, poniendo fin a la exclusividad que tenían en Canalsat (plataforma satélite francesa)|Canalsat.
En enero de 2021, Nickelodeon Junior fue agregado a las parrillas de Canalsat para Caledonia, Caribe y el Océano Índico (Reunión, Mayotte, Comoras, Mauricio, Madagascar).